# Thomas Baroukh
Thomas Baroukh (ur. 15 grudnia 1987 w Le Chesnay) – francuski wioślarz.

## Osiągnięcia
- Mistrzostwa świata U-23 – Račice 2009 – czwórka podwójna wagi lekkiej – 4. miejsce.
- Mistrzostwa świata – Poznań 2009 – ósemka wagi lekkiej – 5. miejsce.
- Mistrzostwa Europy – Sewilla 2013 – czwórka bez sternika wagi lekkiej – 3. miejsce
- Mistrzostwa Europy – Belgrad 2014 – czwórka bez sternika wagi lekkiej – 3. miejsce
- Mistrzostwa świata – Amsterdam 2014 – dwójka bez sternika wagi lekkiej – 2. miejsce